# Защищённое помещение (Израиль)

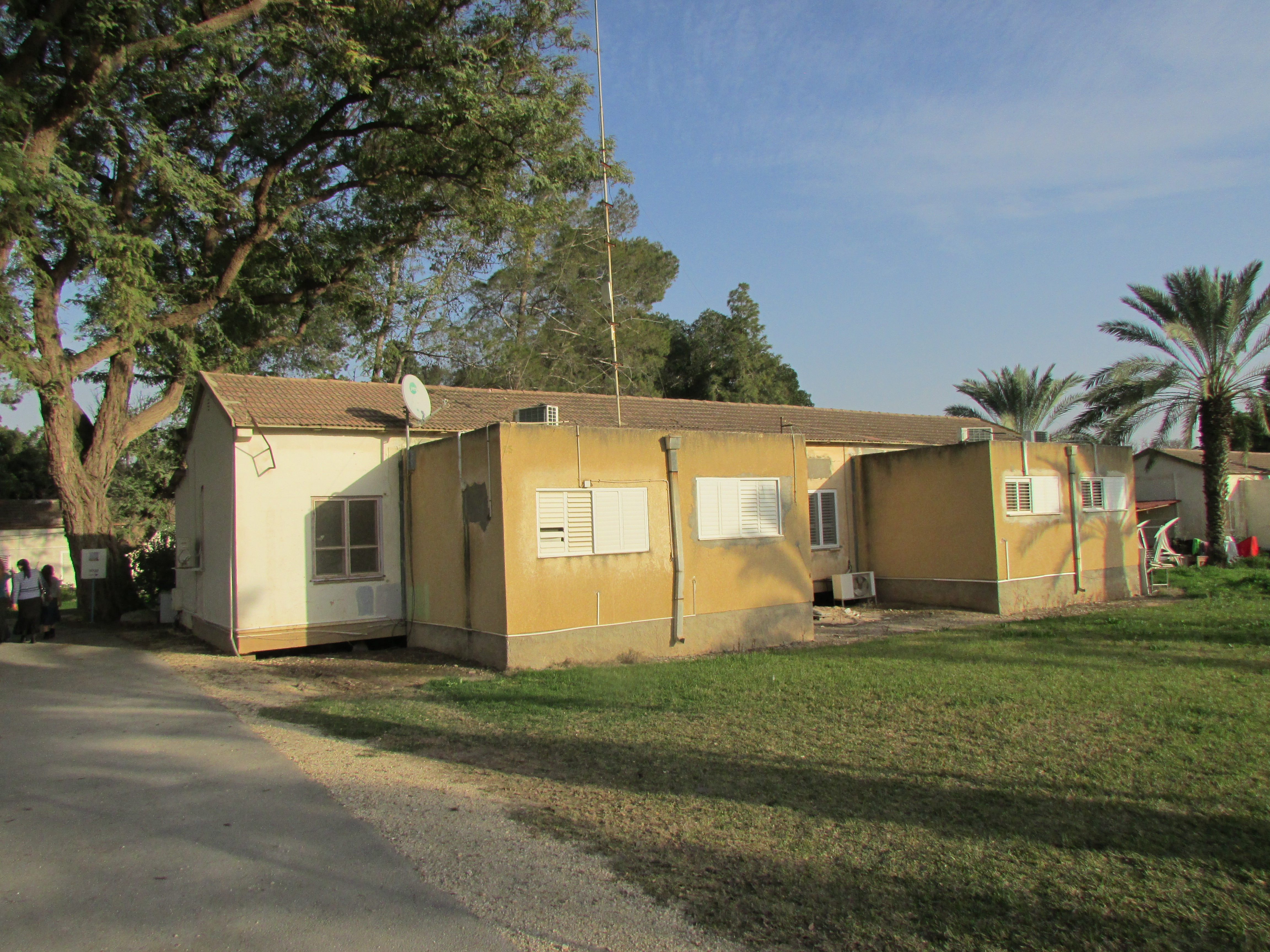
Дом с «мерхав муганом»

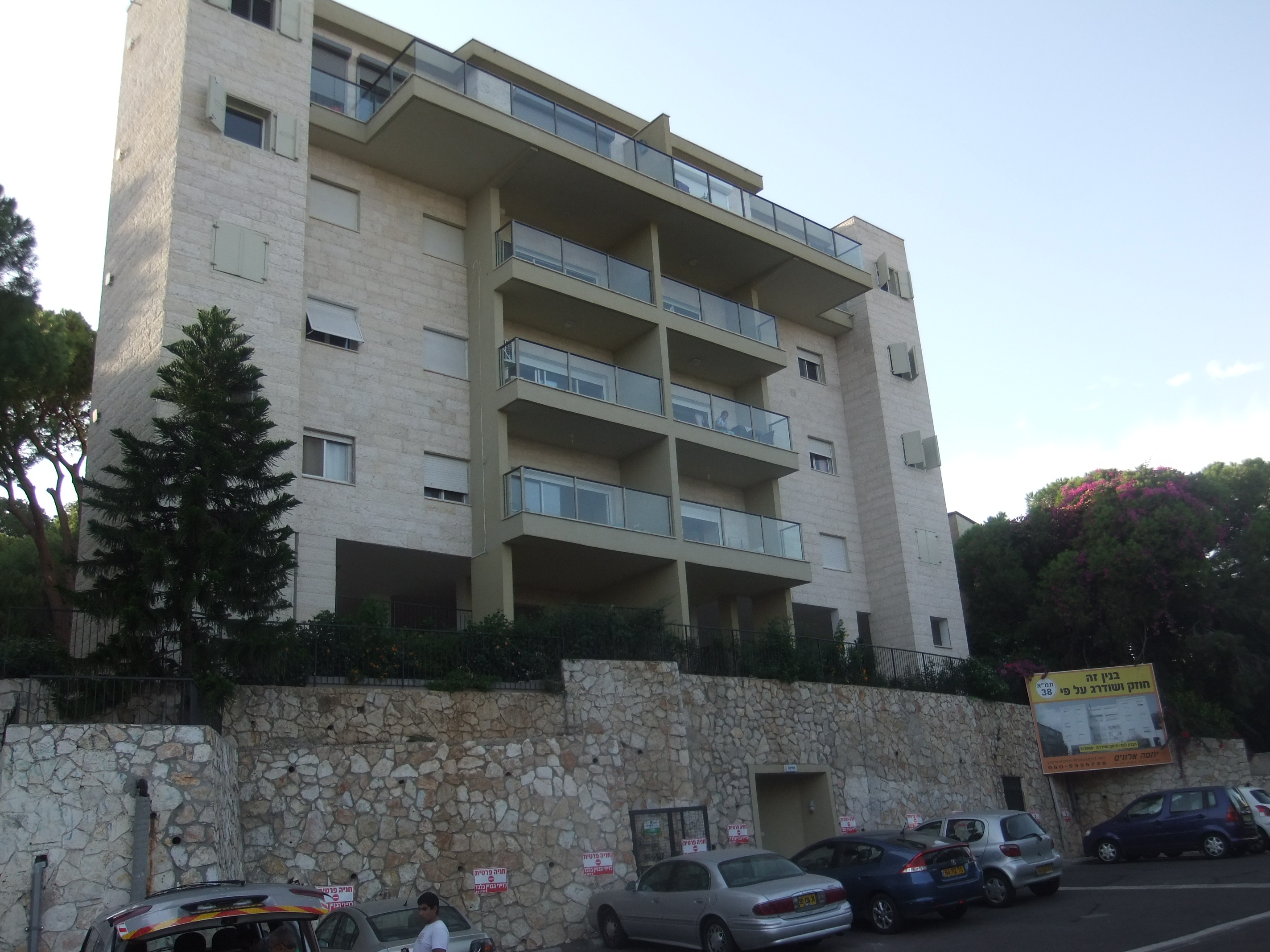
Здание в Хайфе, усиленное в соответствии со строительным стандартом Тама 38, на окнах можно увидеть защитные металлические ставни, а с левой стороны — защищенные вентиляционные отверстия

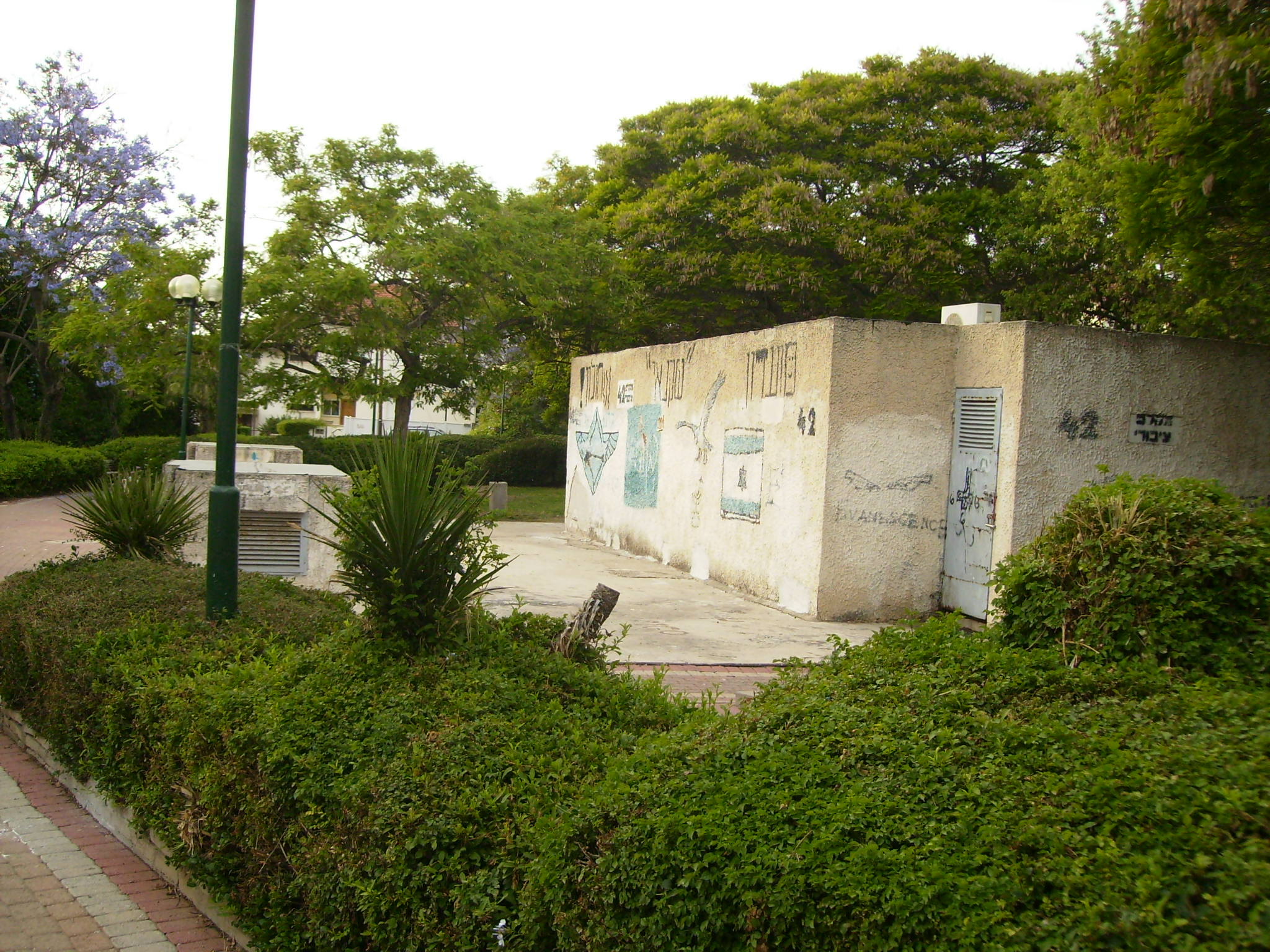
Общественный «мерхав муган» (миклат) в Холоне

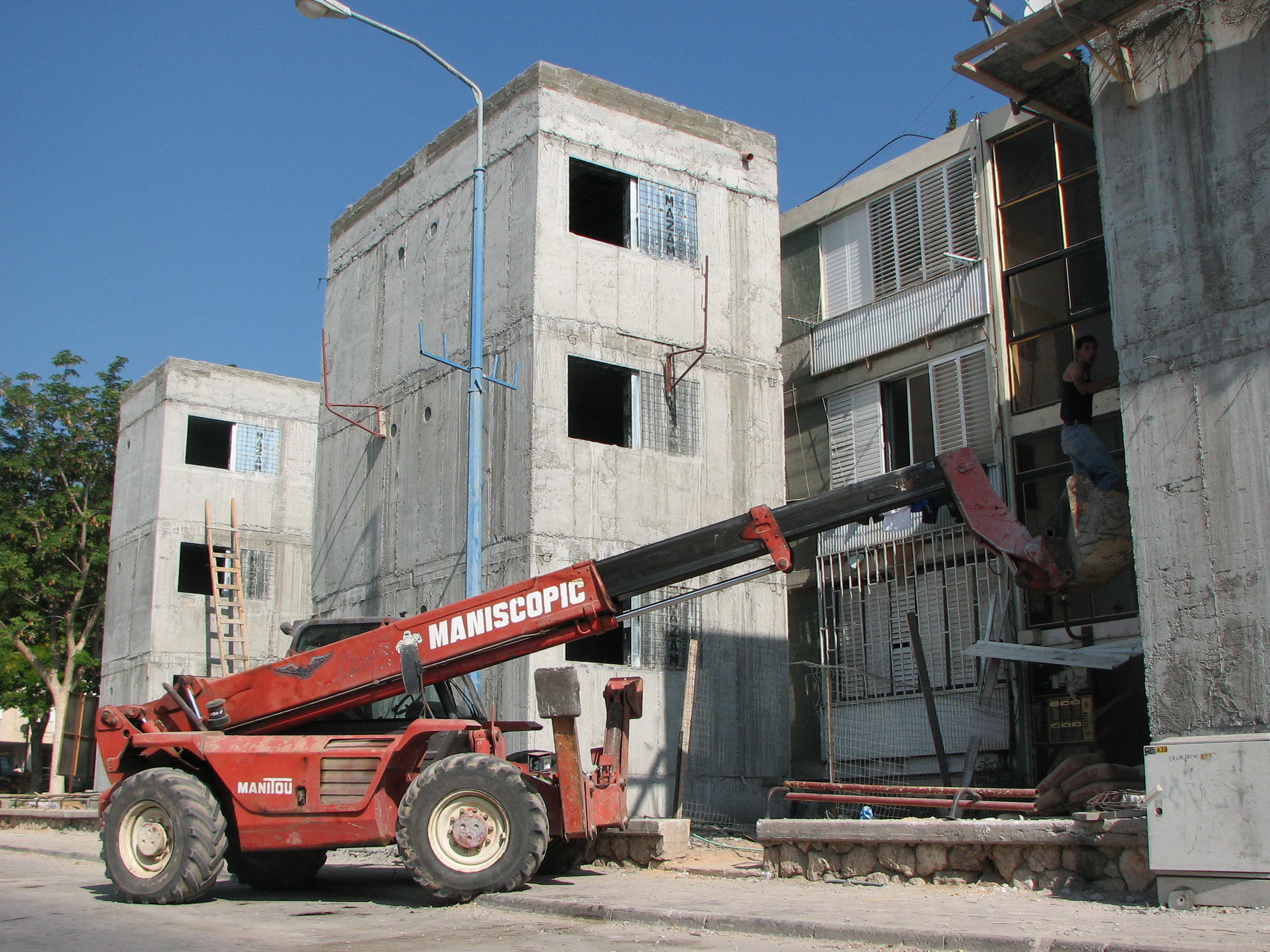
Строительство «мерхав мугана» в Сдероте как пристройка к существующему зданию

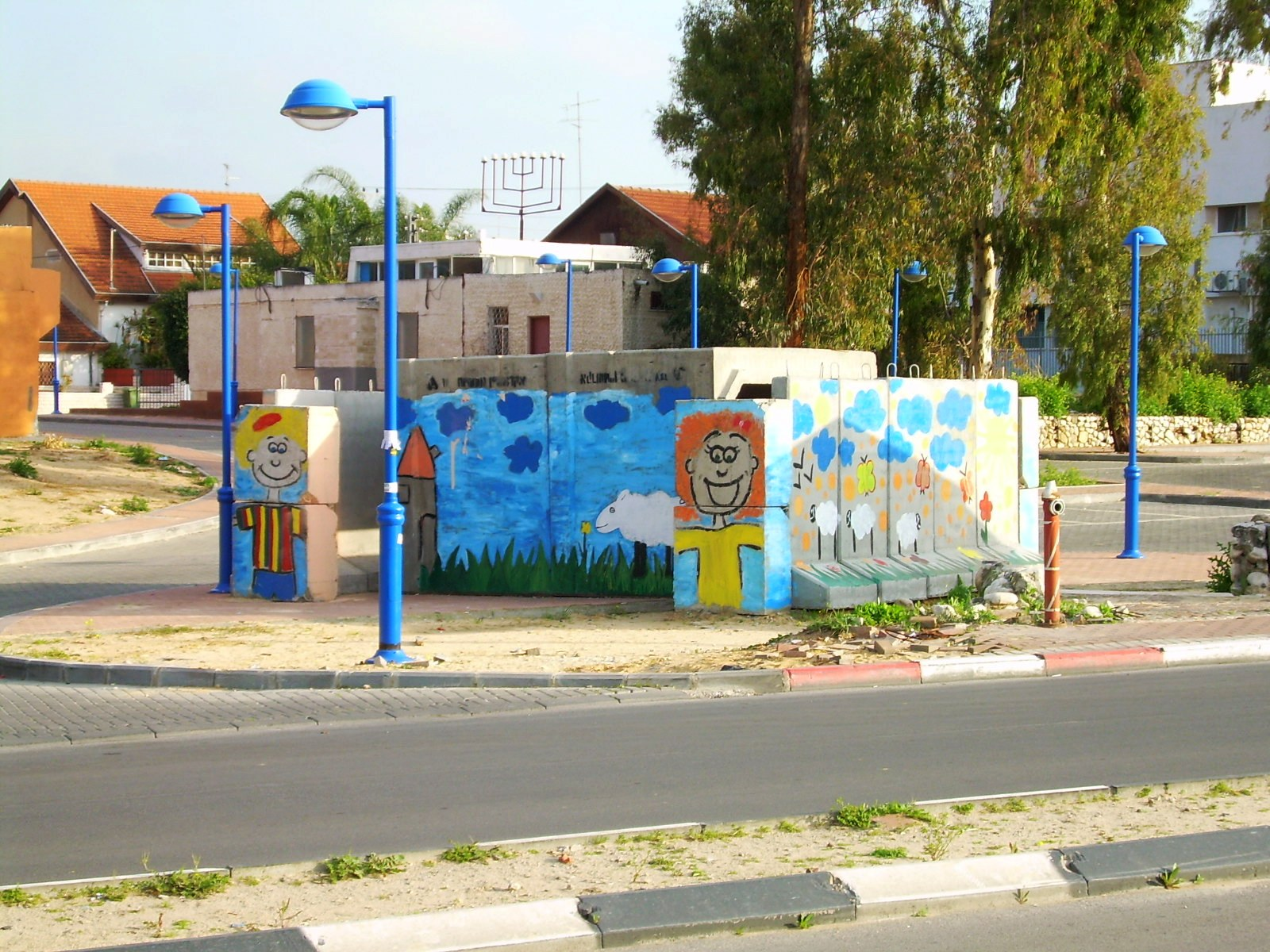
Вход в убежище в Сдероте

Мерхав муган (ивр. מרחב מוגן‎ в переводе на русский язык буквально «защищённое помещение», мерхав (מרחב) — пространство, помещение, муган (מוגן) — защищённый, укрытый) — тип израильских бомбоубежищ, которые расположены внутри зданий и предназначены для защиты их жителей во время ракетных обстрелов, взрывов или других чрезвычайных ситуаций.

## История
Мерхав муган созданы на основе закона о гражданской обороне 1951 года, который претерпел несколько изменений. После того, как Израиль подвергся обстрелу ракетами Р-17 во время войны в Персидском заливе, командование тыла Израиля установило новые руководящие принципы гражданской обороны. «Мерхав муган» выдерживает взрывы и осколки обычного оружия и обеспечивает защиту от химического и биологического оружия. Стены и потолки железобетонные, полы толщиной 20-30 см, герметичные стальные двери и окна.
С 1951 года Государство Израиль требует, чтобы все здания имели доступ к бомбоубежищам. Все медицинские и образовательные учреждения подготовлены к химическим, биологическим, радиологическим и ядерным атакам с 2010 года (например, каждая операционная построена так, чтобы выдерживать прямое ракетное попадание), некоторые помещения построены с закрытыми воздушными контурами и способны противостоять химическим агентам в течение короткого периода времени; они также должны включать системы воздушных фильтров. Общественные бомбоубежища в мирное время обычно используются как игровые площадки, чтобы дети чувствовали себя комфортно и не боялись, прячась в них в случае необходимости.
В 1992 году, после окончания первой войны в Персидском заливе, в ходе которой Израиль подвергся ракетной атаке со стороны Ирака, были утверждены новые строительные нормы. Согласно этим нормам, установка «защищённых пространств» стала обязательной. Эти изменения были внесены в Закон о планировании и строительстве Израиля (ивр. חוק התכנון והבניה‎) через соответствующие поправки и положения.
Согласно новым правилам, каждое новое жилое здание должно включать стандартное защищённое помещение — мамад (ивр. ממ"ד, מרחב מוגן דירתי‎). Это требование не распространяется на здания, построенные до 1992 года, но для таких зданий предусмотрены отдельные программы по их укреплению и достройке.
Необходимость в дополнительных убежищах возникла в результате потребности сокращения времени, которое необходимо для того чтобы добраться до ближайшего убежища, так как при обстрелах со стороны стран-соседей Израиля максимальное время реагирования в большинстве районов согласно указаниям Службы Тыла не превышает 1,5 минут, а во многих приграничных районах это время уменьшается до 45, 30 и 15 секунд соответственно. Доступ к убежищу, расположенному на этаже проживания или внутри самой квартиры, значительно сокращает время необходимое для того чтобы до него добраться. Мерхав муган также могут обеспечивать защиту от мощных снарядов и химического оружия. Кроме того, «мерхав муган» укрепляют конструкцию здания и может стать убежищем при землетрясении. Подробные определения и инструкции по созданию «мерхав муган» содержатся в Положениях гражданской обороны (Технические условия строительства укрытий) 1990 года.

## Классификация
Существует классификация защищенных пространств, в зависимости от места их установки:
- Мамад (ивр. ממ"ד‎), аббревиатура от мерхав муган дирати (ивр. מרחב מוגן דירתי), что переводится как «защищённое жилое помещение» — укреплённая комната (или «комната безопасности») в израильских квартирах и жилых домах, предназначенная для защиты жителей во время ракетных обстрелов, взрывов, химических атак и других чрезвычайных ситуаций; внутренняя комната с площадью не менее 9 м², высота потолков 2,5 м, толщина стен 25-30 см. Оснащаются металлическими ставнями на окнах, герметичной бронированной дверью и системой фильтрации воздуха на случай химической атаки. Устанавливаются во все дома, построенные после 1992 года[9][10][6].
- Мамак (ивр. ממ"ק‎), аббревиатура от мерхав муган комати (ивр. מרחב מוגן קומתי), с иврита означает «этажное защищённое пространство» или «этажное защищённое помещение» — общее защищенное пространство на этаже в многоквартирных домах, в которых не в каждой квартире есть безопасная комната, а также в других многоэтажных зданиях (в основном, офисах и индустриальных зданиях)[9][10].
- Мамам (ивр. ממ"מ‎), аббревиатура от мерхав муган мусади (ивр. מרחב מוגן מוסדי), с иврита означает «защищённое помещение учреждения» — безопасное помещение в учреждении, устанавливается в любых общественных зданиях[11].
- Миклат или миклат цибури (ивр. מקלט ציבורי‎) — общественное убежище. Общее помещение в здании, которое служит убежищем для всех жителей[12].
- Мигунит[ивр.]* (ивр. מיגונית‎) — мини-убежище, малое защитное укрытие, защитная капсула. Переносное или постоянное защитное сооружение (защищённое пространство), расположенное в общественных местах — парках, на игровых площадках, остановках общественного транспорта[13].

## Экономические аспекты
В отличие от обычных в прошлом общественных бомбоубежищ, строительство которых финансировалось государством или местными властями, и аналогичных обычным в то время убежищам в домах, за строительство защищенных пространств внутри здания несёт ответственность инициатор строительства или собственник объекта недвижимости. Таким образом, расходы на защиту финансируются отдельными лицами, а не из государственного бюджета. Этот вопрос является спорным, но преимущество, которым пользуется строитель индивидуального убежища, заключается в фактическом добавлении сверх разрешенных законом процентов жилой площади. Иногда устанавливается дополнительная обычная деревянная дверь, открывающаяся во внутреннюю часть помещения в дополнение к наружной стальной двери, служащей для закрытия убежища, только в экстренных случаях. Индивидуальное убежище должно включать в себя газонепроницаемое окно и устойчивую сверху, вентиляционную трубу (при необходимости к ней можно подключить воздушный насос) и газонепроницаемую дверь. Вещи которые могут находиться в защищенном пространстве, должны соответствовать требованиям израильского стандарта и требованиям нормативных актов. Например, по регламенту двери убежищ должны открываться наружу помещения и находиться на уровне, который на несколько сантиметров ниже уровня пола помещения. Стены убежища выполняются только из монолитного железобетона. Толщина наружной стены составляет 35 см. Формы для двери, окна и вентиляционных труб отливаются во время заливки бетона, чтобы хорошо соединить их с конструкцией убежища.